# Arnaud Massy

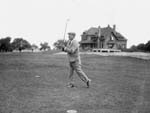
Winnaar Frans Open 1907

Arnaud Massy (Biarritz, 6 juli 1877 – Étretat, 16 april 1950) was een Franse, Baskische golfprofessional.
Massy's vader houdt schapen, en Massy verdient wat geld als visser. Vlak bij zijn school is in 1888 door Willie Dunn de Phare Golf Club aangelegd, waar hij caddie wordt. Samen met andere caddies legt hij enkele holes aan waar ze kunnen oefenen.

## Linkshandig
Zijn eerste golfclub is een linkshandige stok die door iemand is achtergelaten. Thuis oefent hij veel voor de spiegel. Zijn snelle vooruitgang wordt opgemerkt door een van de leden, Sir Everard A. Hambro (1842-1925), Engels bankier, die hem regelmatig vraagt om mee te spelen. Hambro neemt hem ook voor een zomervakantie mee naar North Berwick in Schotland, waar hij o.a. Davie Grant, zwager van Ben Sayers, ontmoet. Hij komt daar enkele zomers terug totdat hij in 1898 permanent naar Engeland gaat om golfprofessional te worden. In 1899 ontmoet hij ook Harry Vardon, en ziet hem tegen Willie Park spelen.
In 1902 speelt hij voor het eerst op het Britse Open en wordt tiende. Hij speelt nog steeds linkshandig, maar besluit rechtshandig te gaan spelen, want nog nooit heeft een linkshandige speler een belangrijk toernooi gewonnen.

## Rechtshandig
In 1906 wint hij (rechtshandig) het Franse Open in Parijs, en het jaar daarop verslaat hij o.a. Harry Vardon om het toernooi weer op zijn naam te zetten. 

Massy is vooral beroemd omdat hij in 1907 de eerste buitenlander is die het Britse Open wint. Het toernooi vindt plaats op de Royal Liverpool Golf Club. In 1909 wint hij het bijna weer, maar wordt hij tijdens de play-off verslagen.

In 1910 wint hij het eerste Belgisch Open en in 1911 wint hij net niet het Britse Open. In 1912 wint hij het eerste Spaans Open.
Hoewel hij in de Eerste Wereldoorlog gewond raakt bij Verdun, speelt hij weer na de oorlog en wint het Franse Open voor de 4de keer in 1925, en weer het Spaanse Open in 1927 en 1928.
Van 1922 - 1928 heeft Massy lesgegeven op de Golf de la Nivelle bij Biarritz.

#### Overwinningen
- Britse Open: 1907
- Belgisch Open: 1910
- Frans Open: 1906, 1907, 1911, 1925
- Spaans Open: 1912, 1927, 1928

## Thousand Guineas Professional Golf Tournament
Op 6 juni 1921 wordt een  voorganger van de Ryder Cup gespeeld. Er wordt gespeeld tussen de Britse professionals en de Amerikaanse pro's die overkomen voor het Britse Open op St Andrews Links. De NY Times schrijft dat Massy ook mee mag doen als Frans kampioen.  Zie: . Beide teams bestaan uit twaalf spelers.
Na 1927, als de Ryder Cup al bestaat, blijft er een 1000 Guineas-toernooi bestaan. In 1928 wordt het gespeeld op de Moortown Golf Club in Leeds.
Zijn laatste jaren woont Arnaud Massy in Étretat (Seine-Maritime), waar hij in 1950 op 72-jarige leeftijd overlijdt.

## Trivia
- Hij is de enige Fransman die ooit één Major won.
- Zijn achternaam wordt soms ook als Massey geschreven.